# Pope (Missisipi)
Pope – wieś w Stanach Zjednoczonych, w stanie Missisipi, w hrabstwie Panola.